# Шепелёво (Ленинградская область)
Шепелёво (фин. Harmaala) — деревня в составе Лебяженского городского поселения Ломоносовского района Ленинградской области.

## История
После победы в Северной войне (1700—1721) Пётр I значительную часть Копорского уезда Ингерманландии пожаловал своему ближайшему сподвижнику Александру Даниловичу Меншикову.
На карте Санкт-Петербургской губернии Я. Ф. Шмидта 1770 года упоминается селение Каравалдай при озере Каравалдайском.
На карте Санкт-Петербургской губернии 1792 года А. М. Вильбрехта — как Кароволдай.
Территория мызы Горы-Валдайской (Каравалдайской) была разделена на две части, граница прошла посередине Горовалдайского озера. Его западная половина и деревня Гора-Валдай, стоявшая на северном берегу, были пожалованы генерал-майору С. А. Шепелёву, брату обер-гофмаршала императорского дворца, а деревня стала называться Шепелёво.

ГОРЫ ВАЛДАИ — деревня принадлежит девицам Сахаровым, число жителей по ревизии: 28 м. п., 30 ж. п. (1838 год)

В пояснительном тексте к этнографической карте Санкт-Петербургской губернии П. И. Кёппена 1849 года она записана как деревня Harmaala (Шепелева) и указано количество её жителей на 1848 год: ижоры — 21 м. п., 28 ж. п., всего 49 человек; эвремейсов — 62 человека, всего 111 человек. Ижоры относились к православному Ковашскому Благовещенскому приходу, эвремейсы — к лютеранскому приходу Каприо.

ШПЕЛЁВО или ВАЛДАЙ ГОРЫ — деревня господина Литвинова, по просёлочной дороге, число дворов — 8, число душ — 51 м. п. (1856 год)

- Деревня Шепелёво на карте 1860 года

В 1860 году деревня Каравадай (Шепелева) насчитывала 19 дворов.

ШЕПЕЛЕВО (КАРАВАЛДАЙ) — деревня владельческая при озере Каравалдайском, на приморском просёлочном тракте, в 47 верстах от Петергофа, число дворов — 19, число жителей: 47 м. п., 42 ж. п. (1862 год)

Согласно материалам по статистике народного хозяйства Петергофского уезда 1887 года мыза Шепелево площадью 301 десятина принадлежала статскому советнику Е. А. Генеману, она была приобретена в 1868 году за 8600 рублей. Кроме того, имение при селении Каровалдай площадью 3437 десятин принадлежало генерал-майору М. Н. Раевскому, оно было приобретено до 1868 года.
В конце XIX века деревня административно относилась к Ковашевской волости 2-го стана Петергофского уезда Санкт-Петербургской губернии, в начале XX века — 3-го стана. По приходским данным население деревни было исключительно финским.
По данным «Памятной книжки Санкт-Петербургской губернии» за 1905 год мыза Шепелево площадью 174 десятины принадлежала некому Франку Сан-Галли.
После Октябрьской революции 1917 года в составе Ораниенбаумской волости Петергофского уезда был образован Шепелёвский сельсовет с центром в деревне Шепелёво.
С 1917 по 1923 год деревня входила в состав Шепелёвского сельсовета Ковашевской волости Петергофского уезда.
С 1923 года в составе Троцкого уезда.
Согласно данным переписи населения СССР 1926 года в деревне Шепелево проживали 183 человека — большинство ижоры, а также русские.
С февраля 1927 года в составе Ораниенбаумской волости. С августа 1927 года в составе Ораниенбаумского района.
В 1928 году население деревни составляло 206 человек.
По данным 1933 года в состав Шепелёвского сельсовета входили 5 населённых пунктов: деревни Гора Валдай, Кандакюль, Пулково, Шепелёво и Чёрная Лахта, общей численностью населения 613 человек.
По данным 1936 года в состав Шепелёвского сельсовета входили 4 населённых пункта, 167 хозяйств и 4 колхоза. Административным центром сельсовета было село Шепелево.
- План деревни Шепелёво. 1938 год

Согласно топографической карте 1938 года деревня насчитывала 44 двора, на западной окраине деревни находилась часовня.
С февраля 1963 года в составе Гатчинского района. С августа 1963 года в составе Лебяженского сельсовета.
С 1965 года в составе Ломоносовского района. В 1965 году население деревни составляло 382 человека.
По данным 1966 года — в составе Лебяжского сельсовета.
По данным 1973 года деревня Шепелёво находилась в составе Лебяженского поссовета.
По данным 1990 года в деревне Шепелёво проживали 269 человек. Деревня являлась административным центром Шепелёвского сельсовета в который входили 9 населённых пунктов: деревни Гора-Валдай, Кандикюля, Коваши, Липово, Новое Калище, Пулково, Сюрье, Чёрная Лахта, Шепёлево, общей численностью населения 1258 человек.
18 января 1994 года постановлениями главы администрации Ленинградской области № 10 «Об изменениях административно-территориального устройства районов Ленинградской области» Шепелёвский сельсовет, также как и все другие сельсоветы области, преобразован в Шепелёвскую волость.
В 1997 году в деревне Шепелёво Шепелёвской волости проживали 247 человек, в 2002 году — 228 человек (русские — 91 %).
24 декабря 2004 года в соответствии с областным законом Ленинградской области № 117-оз «Об установлении границ и наделении соответствующим статусом муниципального образования Ломоносовский муниципальный район и муниципальных образований в его составе» деревня Шепелёво и другие населённые пункты Шепелёвской волости вошли в состав вновь образованного Лебяженского городского поселения.
В 2007 году в деревне Шепелёво Лебяженского ГП проживали 216 человек.

## География
Деревня расположена в северо-западной части района на автодороге 41А-007 (Санкт-Петербург — Ручьи).
Расстояние до административного центра поселения — 17 км.
Расстояние до ближайшей железнодорожной станции Краснофлотск — 6 км.
Деревня находится на северном берегу Горовалдайского озера.
К северо-западу от деревни, на мысе полуострова Каравалдай, располагается Шепелёвский маяк.

## Демография
| 1838 | 1848 | 1862 | 1928 | 1965 | 1990 | 1997 |
| ---- | ---- | ---- | ---- | ---- | ---- | ---- |
| 58   | ↗111 | ↘89  | ↗206 | ↗382 | ↘269 | ↘247 |
| 2002 | 2007 | 2010 | 2017 |      |      |      |
| ↘228 | ↘216 | ↗234 | ↗300 |      |      |      |

## Инфраструктура
В Батарейной бухте вблизи Шепелёво нефтяной компанией «Сургутнефтегаз» предполагается строительство морского терминала по отгрузке нефтепродуктов.

## Галерея
- Камень, заложенный в ознаменование будущего строительства порта
- Мемориал морякам-балтийцам в Шепелёво

## Достопримечательности
- Памятник морякам-балтийцам.
- Заброшенная военная база в Батарейной бухте.

## Улицы
Ветеранов, Заводская, Кривой переулок, Луговая, Нагорная, Озёрная, Прибрежная, Пулковский переулок, Садовой переулок, Сосновая, Цветочный переулок.